# Marxiana
Marxiana is een geslacht van vliesvleugeligen uit de familie Pteromalidae. De wetenschappelijke naam van dit geslacht is voor het eerst geldig gepubliceerd in 1932 door Girault.

## Soorten
Het geslacht Marxiana is monotypisch en omvat slechts de volgende soort:
- Marxiana grandiosa Girault, 1932